# Pintalia delicata
Pintalia delicata är en insektsart som först beskrevs av Fowler 1904.  Pintalia delicata ingår i släktet Pintalia, och familjen kilstritar. Inga underarter finns listade i Catalogue of Life.